# 1970
1970 (MCMLXX) a fost un obișnuit al calendarului gregorian, care a început într-o zi de joi.

## Evenimente

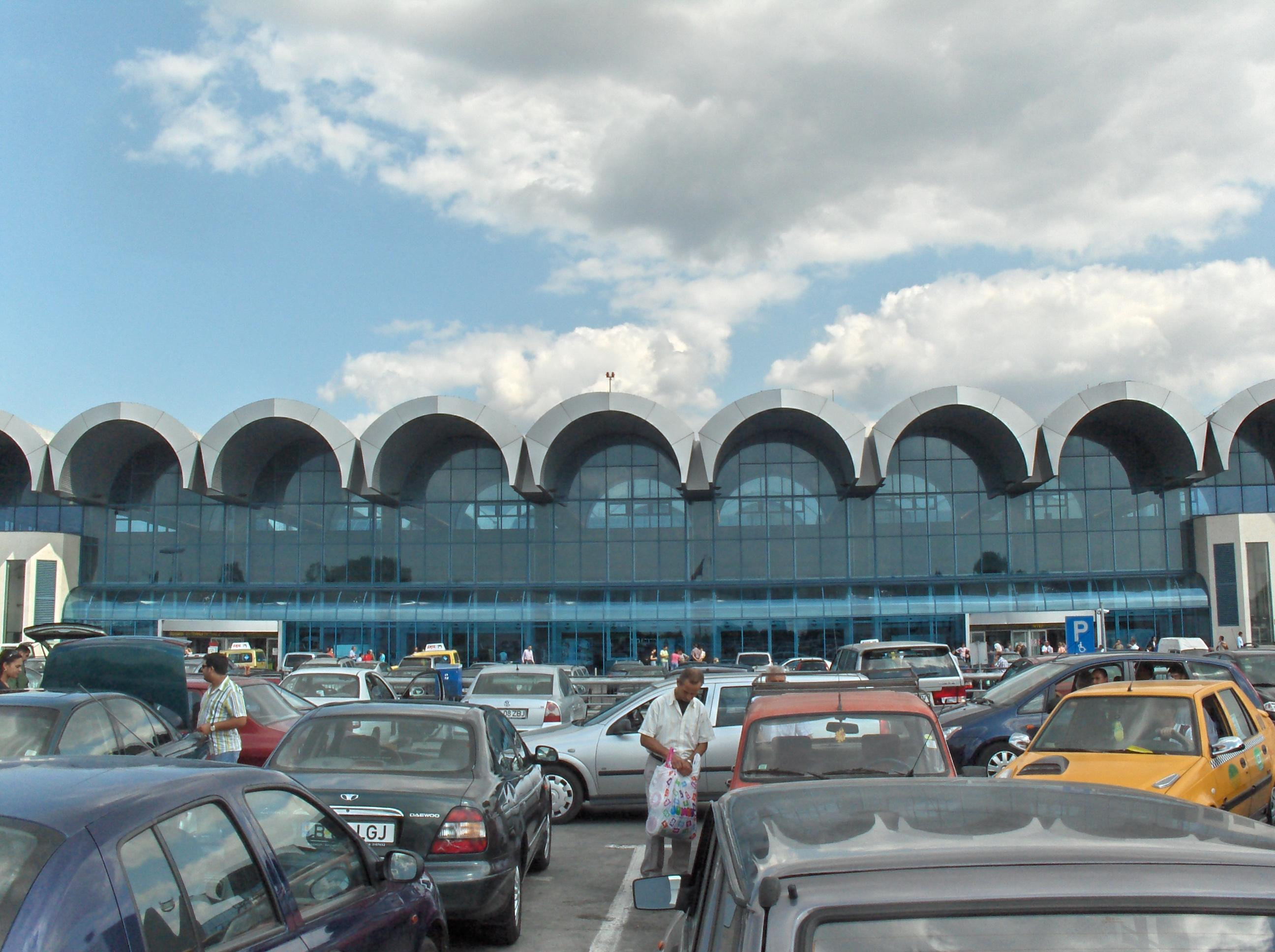
9 aprilie: Inaugurarea Aeroportului Otopeni.

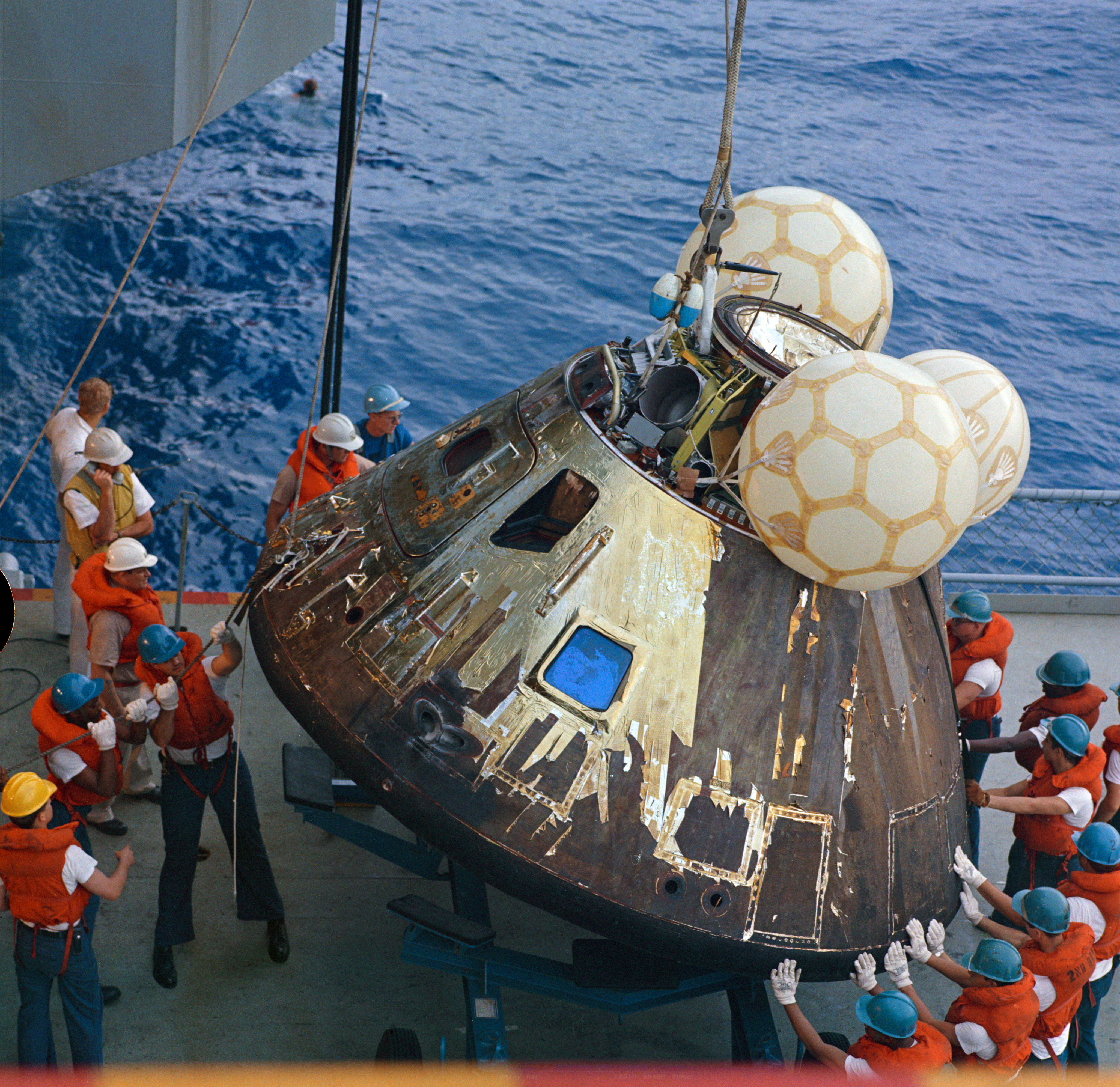
17 aprilie: Recuperarea capsulei Apollo 13.

### Ianuarie
- 18 ianuarie: Accidentul nuclear de la uzina Krasnoie Sormovo, Gorki, URSS.

### Februarie
- 10 februarie: România: în ședința Secretariatului PCR s-a discutat despre filmul „Reconstituirea“ în regia lui Lucian Pintilie. Regizorului i s-au imputat subminarea poziției milițienilor în societate și cheltuielile „nejustificate“.
- 11 februarie: Japonia devine cel de-al patrulea stat din lume (după URSS, SUA și Franța) care a lansat un satelit pe orbita Pământului.
- 19 februarie: S-a desfășurat, la București, adunarea generală de constituire a Academiei de Științe Sociale și Politice. Președinte de onoare al Academiei a fost ales șeful statului, Nicolae Ceaușescu.
- 28 februarie: Membrii echipajului navetei spațiale americane "Apollo 12", împreună cu soțiile, au întreprins o vizită la București.

### Martie
- 31 martie: Explorer 1 reintră în atmosfera Pământului, după 12 ani pe orbită.

### Aprilie
- 9 aprilie: A fost inaugurat Aeroportul Internațional București–Otopeni.
- 10 aprilie: Paul McCartney anunță destrămarea trupei "The Beatles".
- 13 aprilie: Echipajul navei spațiale "Apollo 13" a anunțat primele probleme, în zborul spre Lună, de îndată ce a observat explozia unei butelii cu oxigen. Echipajul s-a întors pe Terra la 17 aprilie.
- 24 aprilie: Este lansat primul satelit chinez.

### Mai
- 5 mai: Un cutremur cu magnitudinea de 7,8 grade pe scara Richter face 54.000 de victime în Ancash, Peru.
- 9 mai: La Washington, D.C., 100.000 de oameni protestează împotriva războiului din Vietnam.
- 27 mai: O expediție britanică a escaladat partea sudică a vârfului Annapurna I (8.091 m), unul dintre vârfurile masivului Annapurna din Himalaya.

### Iunie
- 2 iunie: Norvegia anunță că a descoperit mari depozite de petrol în Marea Nordului.
- 15 iunie: Începe vizita oficială de două zile a lui Nicolae Ceaușescu în Franța la invitația președintelui Georges Pompidou. La sfârșitul interviului acordat televiziunii de stat – ORTF (Office de radiodiffusion-télévision française), Ceaușescu s-a lăudat gazetarilor că instaurase un regim al echității sociale în toate domeniile, România fiind superioară chiar Franței.
- 21 iunie: Brazilia învinge Italia cu 4-1 și căștigă Campionatul Mondial de Fotbal din Mexic.

### Iulie
- 10 iulie: S-a înființat Banca Internațională de Investiții (BII) cu sediul la Moscova. Acționari: Rusia, Bulgaria, Ungaria, Cehoslovacia, România, Cuba, Vietnam și Mongolia.
- 21 iulie: A fost terminată construcția barajului egiptean de la Assuan.

### August
- 17 august: Sovieticii lansează modulul spațial Venera 7, care avea să transmită primele imagini de pe suprafața planetei Venus.

### Octombrie
- 12 octombrie: Președintele american, Richard Nixon, anunță că SUA vor retrage 40.000 de trupe înainte de Crăciun.
- 17 octombrie: Anwar Sadat devine președintele Egiptului.
- 26 octombrie: Cercetători spațiali americani și sovietici se întâlnesc la Moscova.

### Noiembrie
- 8 noiembrie: Egipt, Sudan și Libia anunță că intenționează să formeze o federație.
- 24 noiembrie: Vizita oficială în Marea Britanie a președintelui Consiliului de ministri, I. Gh. Maurer; este primit de Regina Elisabeta a II-a și poartă convorbiri cu prim-ministrul Harold Wilson.
- 26 noiembrie: Papa Paul al VI-lea începe un tur asiatic.

### Decembrie
- 29 decembrie: Conducerea Partidului Comunist Român a aprobat deshumarea osemintelor lui Iuliu Maniu, aflate în incinta penitenciarului Sighet, și reînhumarea lor în satul Bădăcin, județul Sălaj. De asemenea, a fost aprobată deshumarea osemintelor lui Ion Mihalache aflate în incinta penitenciarului Râmnicu-Sărat și reînhumarea lor în comuna Topoloveni, județul Argeș.

### Nedatate
- A fost înființată de președintele Richard Nixon, Agenția de Protecție a Mediului (EPA).
- Brigate Rosse (Brigăzile Roșii), o organizație teroristă de extremă stânga, din Italia, înființată de Renato Curcio. A fost desființată în 1988.

## Arte, științe, literatură și filozofie
- 18 decembrie: Premiera, la București, a spectacolului cu piesa Acești nebuni fățarnici, de Teodor Mazilu.
- 20 aprilie: A fost lansat în Marea Britanie primul album solo semnat Paul McCartney.
- 15 mai: Beatles lansează în SUA ultimul lor album, numit Let It Be.
- Cezar Baltag publică volumul Șah orb.
- Constantin Noica publică Rostirea filozofică românească.
- Gellu Naum publică volumul de proză Poetizați, poetizați....
- La Paris, apare De Zalmoxis a Gengis-Khan de Mircea Eliade, o sinteză asupra miturilor geto-dace.
- Marin Sorescu publică volumul de poezii Tușiți.
- Nichita Stănescu publică volumul În dulcele stil clasic și a doua antologie din opera sa, cu un titlu neutru, Poezii.

## Nașteri

### Ianuarie

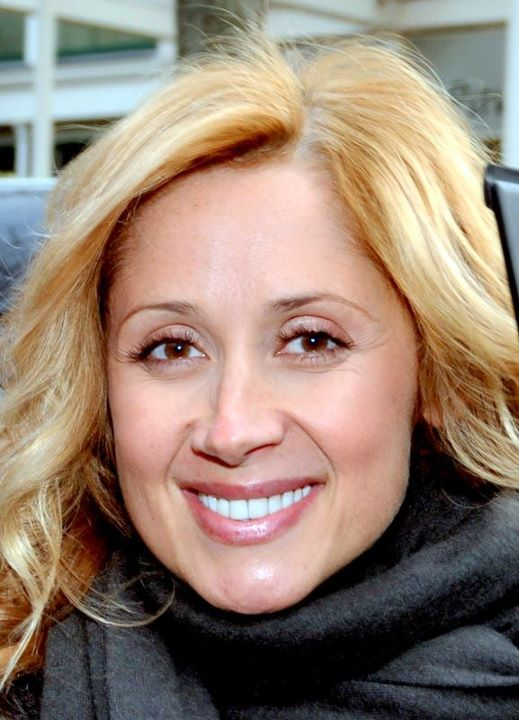
Lara Fabian, cântăreață, cantautoare și actriță belgiană
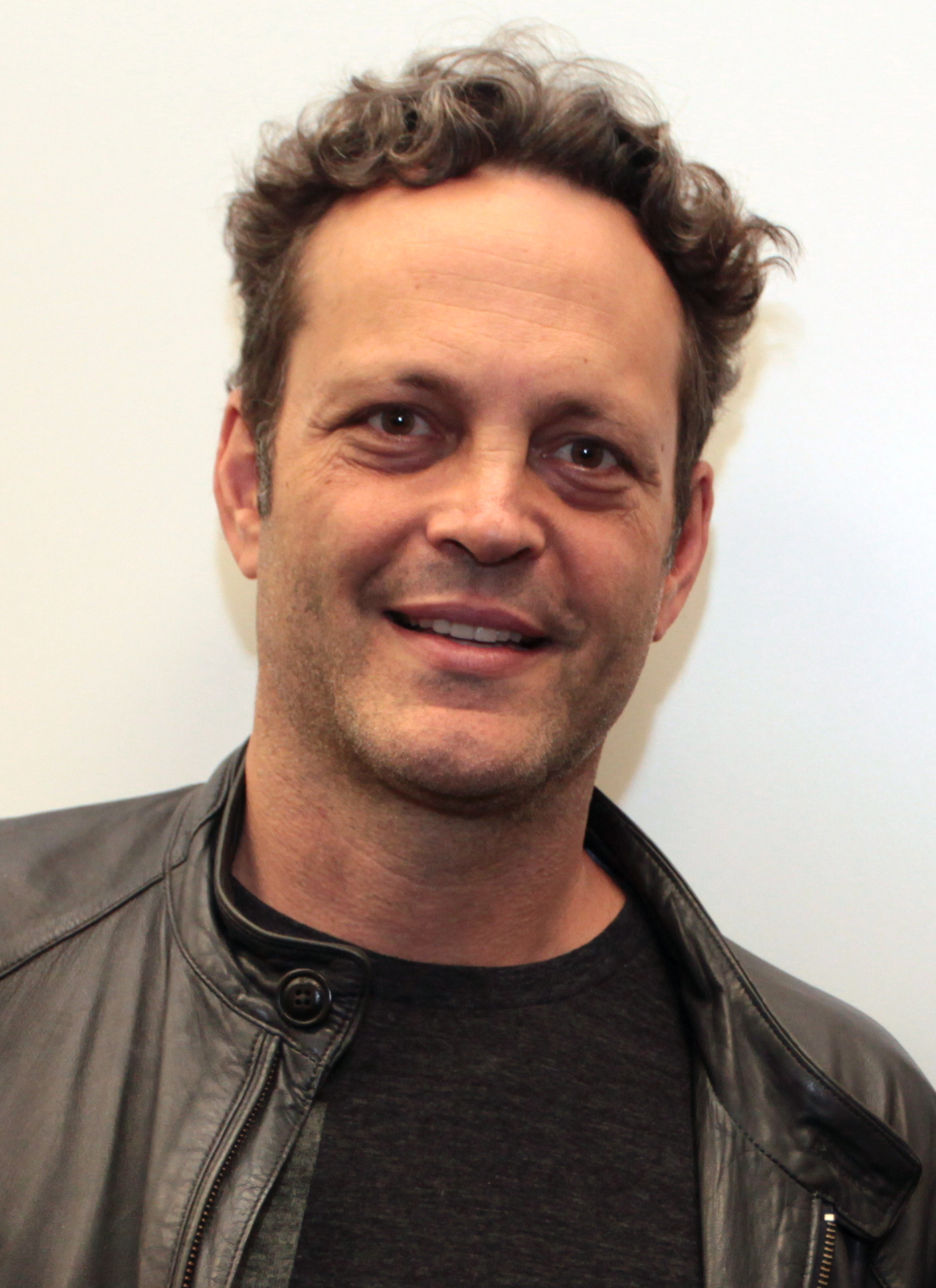
Vince Vaughn, actor, comedian, activist politic, producător și scenarist american
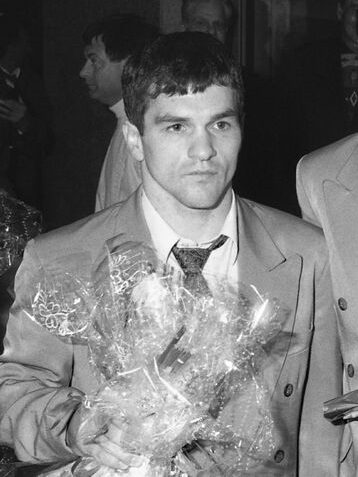
Leonard Doroftei, pugilist român, campion mondial WBA la categoria semi-ușoară
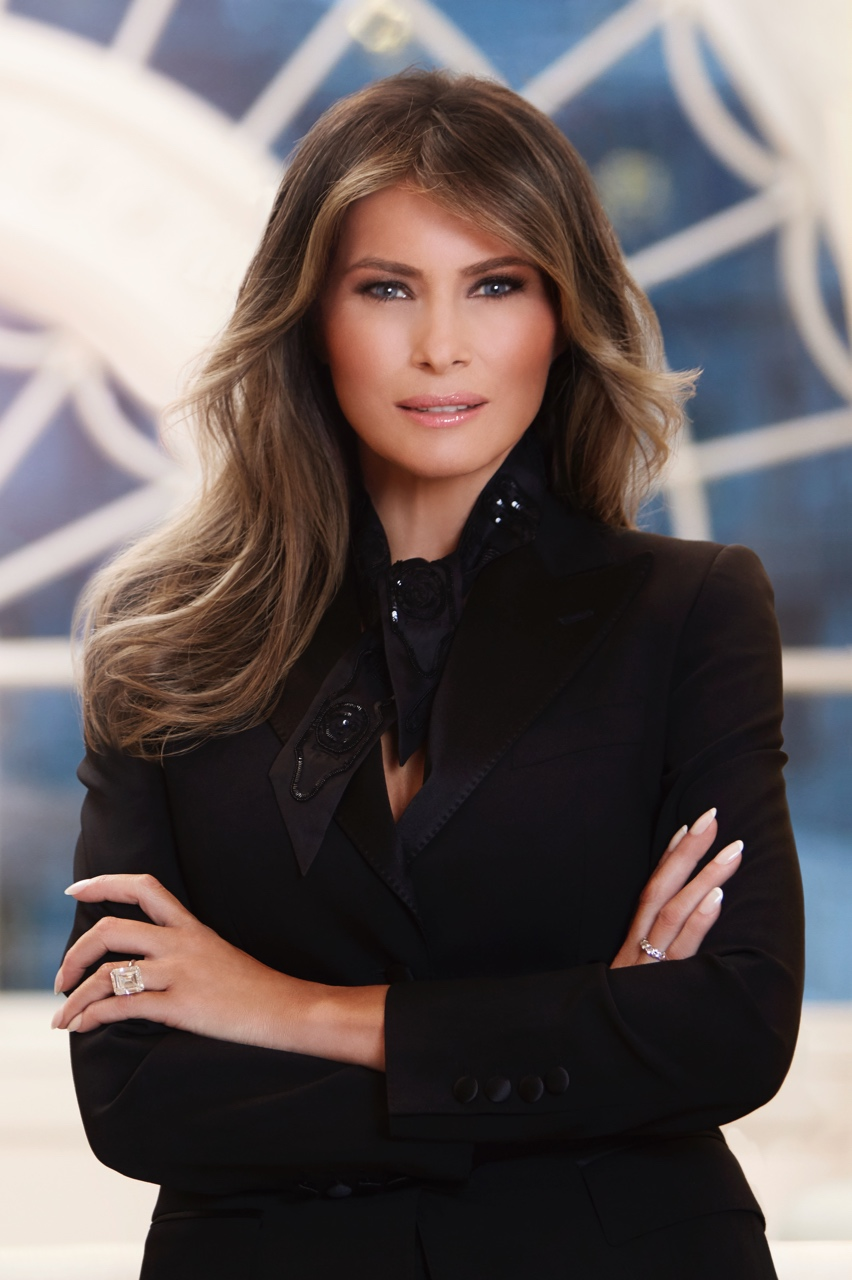
Melania Trump, model și femeie de afaceri americană de origine slovenă, soția președintelui american, Donald Trump

- 1 ianuarie: Alexandru Maftei, regizor român de film
- 2 ianuarie: Sanda Ladoși, cântăreață română
- 4 ianuarie: Edward Olive, actor britanic de filme și progame de televiziune
- 9 ianuarie: Lara Fabian (n. Lara Crokaert), cântăreață, cantautoare și actriță belgiană
- 11 ianuarie: Daniel Buda, politician român
- 12 ianuarie: Masaaki Sawanobori, fotbalist japonez
- 13 ianuarie: Marco Pantani, ciclist italian (d. 2004)
- 17 ianuarie: Cristi Borcea, om de afaceri român
- 17 ianuarie: Genndy Tartakovsky (n. Gennady Borisovich Tartakovsky), animator de cinematografie și televiziune, regizor și producător american, de etnie rusă
- 22 ianuarie: Remus Pricopie, politician român
- 23 ianuarie: Alex Gaudino, muzician italian
- 24 ianuarie: Octavian Goga, politician român
- 26 ianuarie: Bjarni Benediktsson, politician islandez, prim-ministru al Islandei (ianuarie - noiembrie 2017 și aprilie - decembrie 2024)
- 27 ianuarie: Andrei Bogdanov, politician rus
- 28 ianuarie: Augustin Constantin Mitu, politician român
- 29 ianuarie: Heather Graham, actriță americană
- 30 ianuarie: Maria Luísa Mendonça, actriță braziliană

### Februarie
- 1 februarie: Nicoleta Matei (Nico), interpretă română de muzică pop
- 2 februarie: Aurelian Preda, interpret român de muzică populară (d. 2016)
- 3 februarie: Iulian Vizitiu, canotor român
- 16 februarie: Armand Van Helden, muzician american
- 20 februarie: Julia Franck, scriitoare germană
- 20 februarie: Marian Vasiliev, politician român
- 23 februarie: Costel Cașcaval, actor român
- 23 februarie: Loretta Handrabura, politiciană din R. Moldova
- 25 februarie: Narcisa Iorga, jurnalistă română
- 27 februarie: Laurențiu Țigăeru Roșca, politician român

### Martie
- 1 martie: Camelia Voinea, sportivă română (gimnastică artistică)
- 2 martie: Haralambie Vochițoiu, politician român
- 4 martie: Valentin Rusu, politician român
- 4 martie: Mohammed Șia al-Sudani, politician irakian, prim-ministru al Irakului
- 5 martie: John Frusciante, chitarist, cântăreț, compozitor și producător muzical american
- 7 martie: Rachel Weisz, actriță britanico-americană
- 8 martie: Valeriu Streleț, politician din R. Moldova
- 8 martie: Clara Vodă, actriță română
- 10 martie: Michel van der Aa, compozitor neerlandez
- 10 martie: George Epurescu, scrimer român
- 13 martie: Tim Story (Timothy Kevin Story), regizor american de film
- 16 martie: Radu Banciu, jurnalist român
- 17 martie: Florin Răducioiu, fotbalist român (atacant)
- 17 martie: Cristian-George Sefer, politician român
- 17 martie: Sanda Toma, canoistă română
- 20 martie: Sebastian Lăzăroiu, sociolog și politolog român
- 22 martie: Anja Kling, actriță germană
- 22 martie: Leontien Zijlaard-van Moorsel, ciclistă neerlandeză
- 23 martie: Gianni Infantino (Giovanni Vincenzo), preșsdinte FIFA, italian
- 24 martie: Lara Flynn Boyle, actriță americană de film
- 26 martie: Ion-Andrei Gherasim, politician român
- 27 martie: Kathalijne Buitenweg, politiciană neerlandeză
- 27 martie: Gaia Zucchi, actriță italiană
- 28 martie: Laura Badea, scrimeră română
- 28 martie: Vince Vaughn (Vincent Anthony Vaughn), actor, comedian, activist politic, producător și scenarist american
- 29 martie: Dorin Arcanu, fotbalist român (portar)

### Aprilie
- 1 aprilie: Antonio López-Istúriz White, politician spaniol
- 2 aprilie: Antoneta Ioniță, politician român
- 6 aprilie: Irîna Bilîk, cântăreață ucraineană
- 7 aprilie: Mackenzie Bezos, romancieră americană
- 8 aprilie: Catherine Chidgey, romancieră neozeelandeză
- 8 aprilie: Andrej Plenković, politician, prim-ministru al Croației
- 10 aprilie: Leonard Doroftei, pugilist român, campion mondial WBA la categoria semi-ușoară
- 11 aprilie: Cezar Boghină, actor român
- 14 aprilie: Aurel-Robert Boroianu, politician român
- 14 aprilie: Vadim Krasnoselski, om politic din Transnistria
- 18 aprilie: George Băeșu, politician român
- 19 aprilie: Nechita-Stelian Dolha, politician român
- 19 aprilie: Ildikó Pádár, handbalistă maghiară
- 21 aprilie: Bogdan Bucur, fotbalist român
- 26 aprilie: Melania Trump (n. Melanija Knavs), fotomodel și femeie de afaceri americană de etnie slovenă, soția președintelui american, Donald Trump
- 28 aprilie: Diego Simeone, fotbalist argentinian
- 28 aprilie: Zsa Zsa Speck, muzician american
- 29 aprilie: Andre Agassi, jucător american de tenis
- 29 aprilie: Antonel Borșan, canoist român
- 30 aprilie: Halit Ergenç, actor turc

### Mai

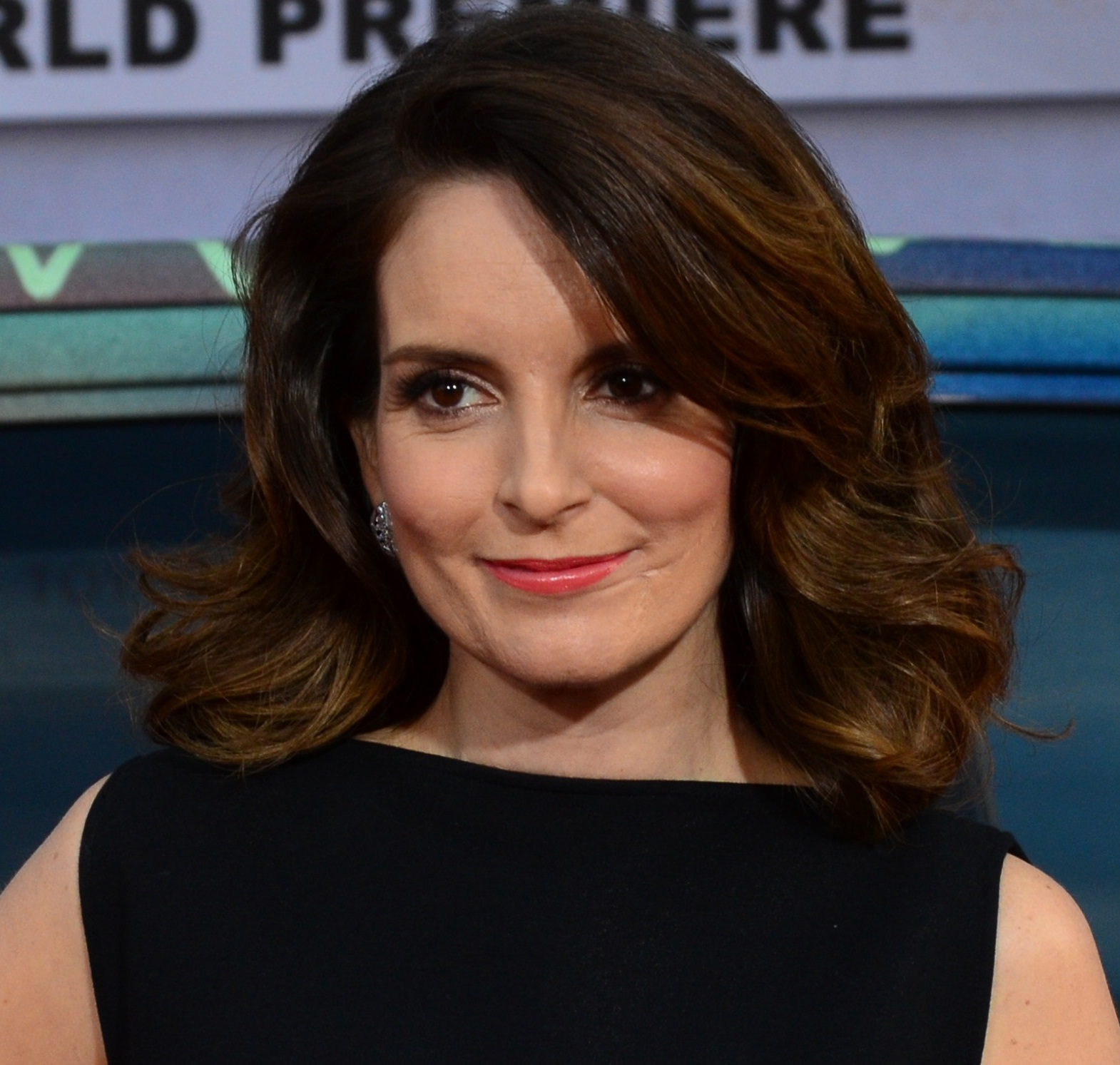
Tina Fey, actriță, comediană, scenaristă și producătoare americană
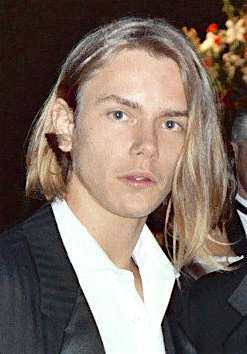
River Phoenix, actor, muzician și activist american
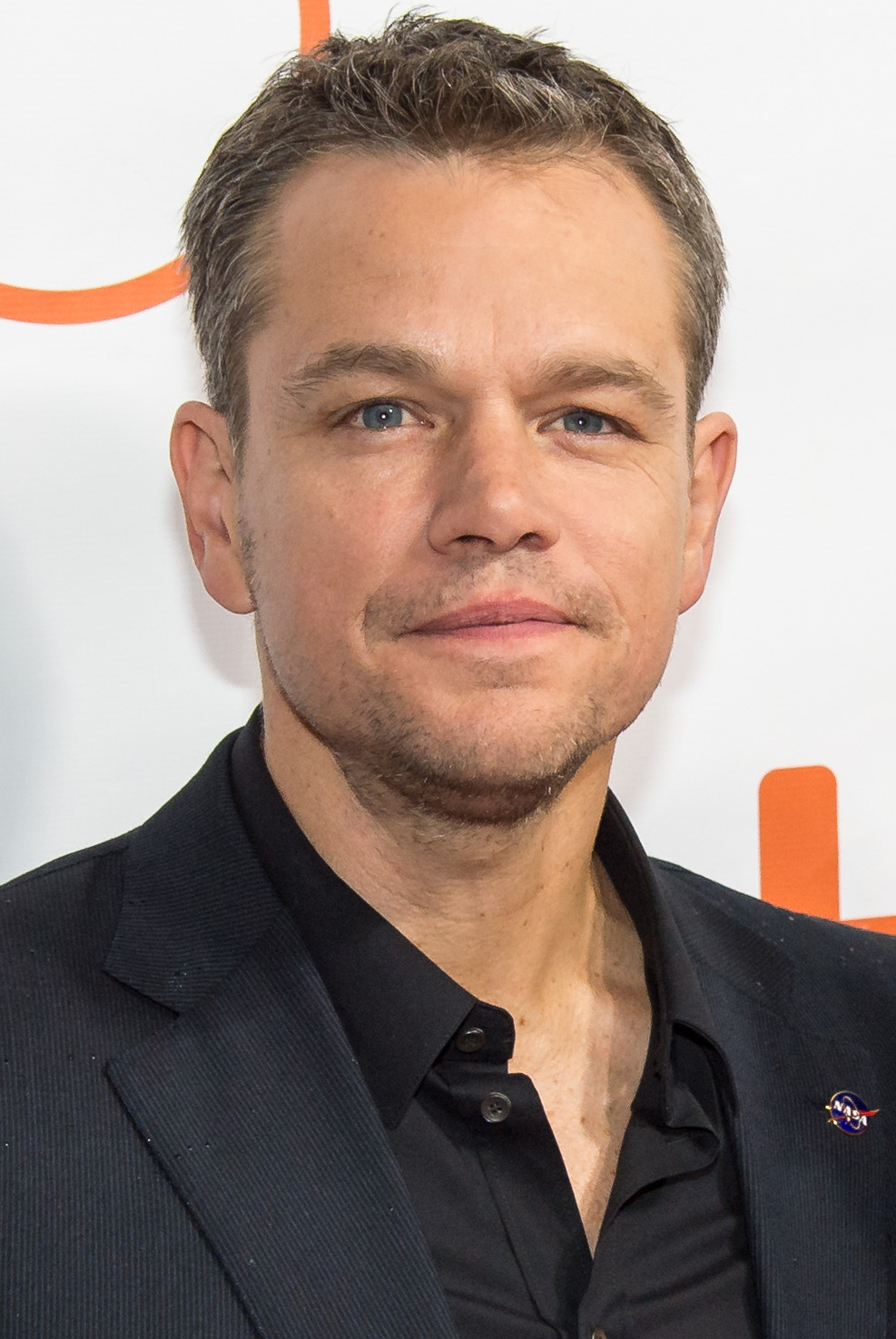
Matt Damon, actor, scenarist, producător de film și filantrop american
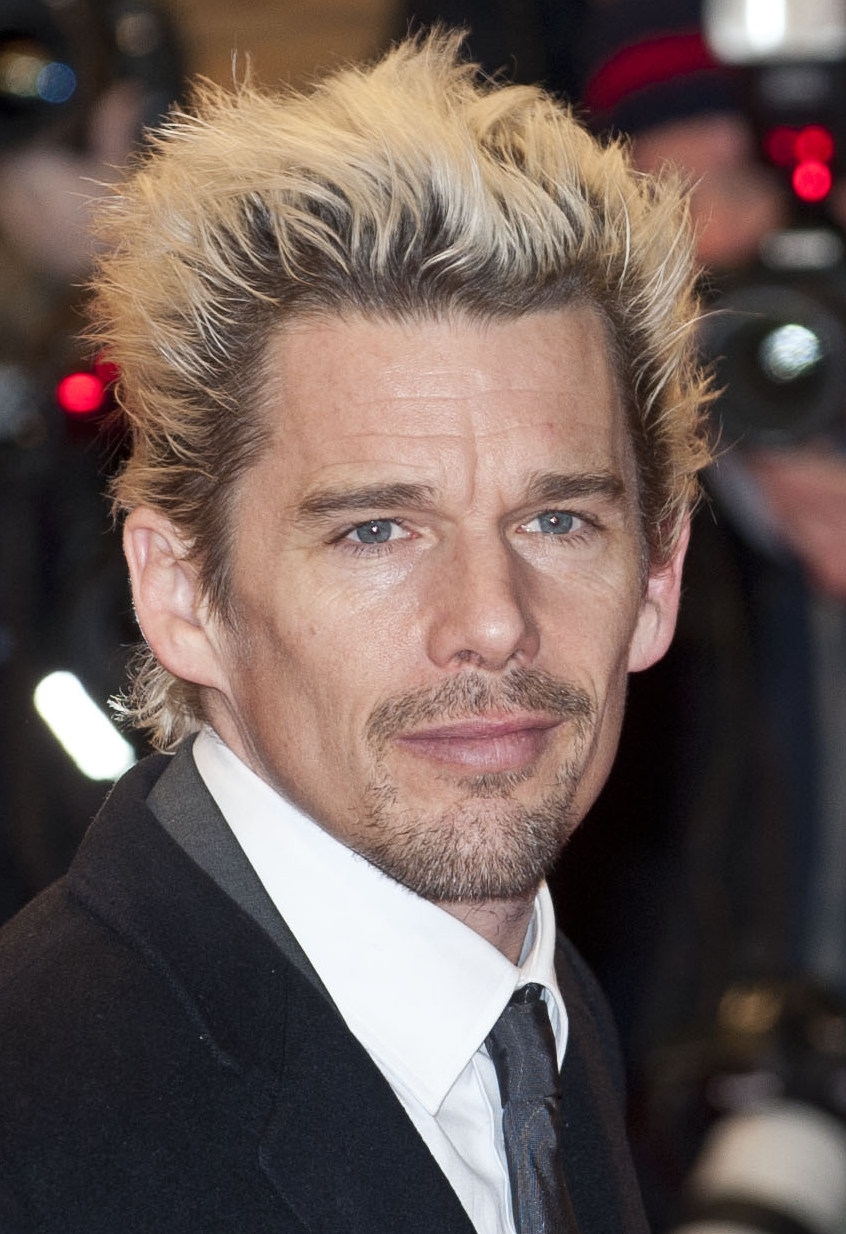
Ethan Hawke, actor, scriitor, muzician, scenarist și director american

- 1 mai: Salvador del Solar, actor peruan
- 3 mai: Bobby Cannavale, actor american
- 5 mai: Sviatoslav Șevciuc, preot ucrainean
- 8 mai: Luis Enrique Martínez García, fotbalist spaniol (atacant)
- 8 mai: Anca Țurcașiu, actriță și cântăreață română
- 10 mai: Mihai-Viorel Fifor, politician român
- 12 mai: Tiberiu Valentin Hossu, politician român
- 12 mai: David Andrew Roy White, actor american
- 12 mai: Ovidiu Cornel Hanganu, fotbalist român (atacant)
- 14 mai: Carmen-Ileana Mihălcescu, politiciană română
- 14 mai: Tibor Selymes, fotbalist român de etnie maghiară
- 14 mai: Kenichi Shimokawa, fotbalist japonez
- 15 mai: Victor Ciutacu, jurnalist român
- 15 mai: Mioara David, scrimeră română
- 15 mai: Kentaro Sawada, fotbalist japonez
- 16 mai: Grig Chiroiu, actor român
- 16 mai: Gabriela Sabatini, jucătoare argentiniană de tenis
- 18 mai: Tina Fey (n. Elizabeth Stamatina Fey), actriță, comediană, scenaristă și producătoare americancă
- 21 mai: Rade Bogdanović, fotbalist sârb (atacant)
- 22 mai: Naomi Elaine Campbell, fotomodel britanic
- 22 mai: Pedro Diniz, pilot brazilian de Formula 1
- 24 mai: Anatol Durbală, actor din R. Moldova
- 26 mai: Alex Garland, scriitor, scenarist și regizor de film, englez
- 30 mai: Valeriu Răchită, fotbalist român
- 30 mai: Erick Thohir, om de afaceri indonezian

### Iunie
- 5 iunie: Koji Noguchi, fotbalist japonez (atacant)
- 7 iunie: Cafu (Marcos Evangelista de Moraes), fotbalist brazilian
- 8 iunie: Remus-Daniel Nițu, politician român
- 10 iunie: Dan Andronic, jurnalist român
- 10 iunie: Loredana Groza Boncea, cântăreață, actriță, femeie de afaceri, dansatoare, autoare și compozitoare română
- 14 iunie: Ștefan-Radu Oprea, politician român
- 15 iunie: Romulus Adrian Buia, fotbalist român
- 16 iunie: Clifton Collins Jr., actor american
- 16 iunie: Cobi N'Gai Jones, fotbalist american
- 16 iunie: Vitalie Marinuța, politician din R. Moldova
- 17 iunie: Kamel Daoud, scriitor algerian
- 18 iunie: Ștefan Gabriel Preda, fotbalist român (portar)
- 23 iunie: Tamara Costache, înotătoare română
- 23 iunie: Ionel Antonel Pârvu, fotbalist român
- 23 iunie: Yann Tiersen, compozitor francez
- 26 iunie: Sean Hayes, actor american
- 28 iunie: Radu Cristian Georgescu, politician român

### Iulie
- 2 iulie: Cozmin Gușă, politician român
- 2 iulie: Serghei Mureico, sportiv din R. Moldova (lupte greco-romane)
- 3 iulie: Ioan Sorin Roman, politician român
- 5 iulie: Călin Rus, politician român
- 6 iulie: Demonaz Doom Occulta, muzician norvegian
- 6 iulie: Monica Ramirez, scriitoare română
- 7 iulie: Vali Vijelie, cântăreț român
- 8 iulie: Beck (Bek David Campbell), muzician american
- 11 iulie: Saj Karim, politician britanic
- 11 iulie: Basarab Nică Panduru, fotbalist și antrenor român
- 11 iulie: Paul Ryzhenko, pictor rus (d. 2014)
- 12 iulie: Celestina Popa, sportivă română (gimnastică artistică)
- 13 iulie: Petru Vlah, politician din R. Moldova
- 19 iulie: Nicola Sturgeon, politiciană scoțiană
- 22 iulie: Sofian Pătrunjel, episcop român
- 23 iulie: Ghenadii Orbu, fotbalist ucrainean
- 24 iulie: Doina Spircu, canotoare română
- 24 iulie: Radu Tudor, jurnalist român
- 31 iulie: Ben Chaplin, actor britanic
- 31 iulie: Dan Doboș, jurnalist român

### August
- 1 august: Ioana-Jenica Dumitru, politiciană română
- 1 august: David James, fotbalist englez
- 3 august: Masaharu Suzuki, fotbalist japonez
- 6 august: Yutaka Akita, fotbalist japonez
- 6 august: Ricardo Villalobos, muzician chilian
- 11 august: Andy Bell, muzician și compozitor britanic, basist (Oasis) și chitarist (Ride)
- 14 august: Julia Richter, actriță germană
- 15 august: Mirela Adomnicăi, politician român
- 15 august: Masahiro Endo, fotbalist japonez
- 17 august: Jim Courier, jucător american de tenis
- 19 august: Fat Joe (n. Joseph Buco Cartagena), rapper și actor american
- 21 august: Murilo Rosa, actor brazilian
- 22 august: Tímea Nagy, scrimeră maghiară
- 22 august: Gianluca Ramazzotti, actor italian
- 23 august: River Phoenix (n. River Jude Bottom), actor, muzician și activist american (d. 1993)
- 25 august: Romică Andreica, politician român
- 25 august: Claudia Schiffer, fotomodel german
- 27 august: Silvia Ciornei, politiciană română
- 27 august: Tony Kanal, muzician american
- 27 august: Edson Cholbi Nascimento, fotbalist brazilian (portar), fiul lui Pelé
- 29 august: Alessandra Negrini, actriță braziliană
- 31 august: Nikola Gruevski, politician macedonean
- 31 august: Regina Rania, soția regelui Iordaniei Abdullah al II-lea

### Septembrie
- 1 septembrie: Constantin-Cătălin Zamfira, politician român
- 6 septembrie: Kinga Gál, politiciană maghiară
- 9 septembrie: Natalia Streignard, actriță venezueleană
- 11 septembrie: Dan Motreanu, politician român
- 13 septembrie: Sorin Blejnar, politician român
- 14 septembrie: Zoltán Teszári, om de afaceri român
- 16 septembrie: Nick Sagan, scriitor american
- 21 septembrie: Igor Bergler, romancier român
- 22 septembrie: Emmanuel Laurent Petit, fotbalist francez
- 24 septembrie: Radu Moraru, jurnalist român
- 25 septembrie: David Benioff, scenarist american și producător TV
- 25 septembrie: Richard Billingham, fotograf britanic
- 26 septembrie: Julie Frost, muziciană americană
- 26 septembrie: Corneliu Popovici, istoric din R. Moldova, ministru al educației (2019-2020)
- 28 septembrie: Kimiko Date, jucătoare japoneză de tenis
- 29 septembrie: Emily Lloyd, actriță britanică
- 30 septembrie: Silas Weir Mitchell, actor american

### Octombrie
- 1 octombrie: Ilona Csáková, cântăreață cehă
- 5 octombrie: Tord Gustavsen, muzician norvegian
- 5 octombrie: Maria Pădurariu, canotoare română
- 7 octombrie: Viorel Tănase, fotbalist român
- 8 octombrie: Matt Damon (Matthew Paige Damon), actor, scenarist, producător de film și filantrop american
- 8 octombrie: Sadiq Khan, politician britanic
- 9 octombrie: Carmen Daniela Dan, politiciană română
- 12 octombrie: Cláudia Abreu, actriță braziliană
- 12 octombrie: Ovidiu-Cristian Iane, politician român
- 16 octombrie: Holger Krahmer, politician german
- 20 octombrie: Sander Bernard Jozef Boschker, fotbalist neerlandez (portar)
- 20 octombrie: Chavo Guerrero, Jr., wrestler american
- 23 octombrie: Grant Imahara, expert american în electronică și control radio (d. 2020)
- 24 octombrie: Gabriela Nedelcu, politician român
- 29 octombrie: Phillip John-William Cocu, fotbalist neerlandez
- 29 octombrie: Edwin van der Sar, fotbalist neerlandez (portar)
- 29 octombrie: Toby Grafftey-Smith, muzician britanic (Jamiroquai), (d. 2017)
- 31 octombrie: Otilia Bădescu, jucătoare română de tenis de masă
- 31 octombrie: Linn Berggren, cântăreață suedeză

### Noiembrie
- 1 noiembrie: Igor Cvitanović, fotbalist croat (atacant)
- 1 noiembrie: Sabine Zissener, politiciană germană
- 3 noiembrie: Pedro Proença, arbitru portughez de fotbal
- 4 noiembrie: Silvia Irina Zimmermann, scriitoare germană
- 6 noiembrie: Mihai Găinușă, realizator și prezentator român de radio și TV
- 6 noiembrie: Ethan Hawke, actor, scriitor, muzician, scenarist și director american
- 8 noiembrie: Diana King (aka KingSinga), cântăreață jamaicană
- 9 noiembrie: Theo Anghel, scriitoare română
- 11 noiembrie: Pavel Stratan, muzician din R. Moldova
- 14 noiembrie: Chiril Lucinschi, politician din R. Moldova
- 14 noiembrie: Silvia Adriana Țicău, politiciană română
- 15 noiembrie: Patrick M'Boma, fotbalist camerunez (atacant)
- 16 noiembrie: Luigi Morleo, compozitor italian
- 17 noiembrie: Silvana Koch-Mehrin, politiciană germană
- 18 noiembrie: Johan Liiva, cântăreț suedez
- 18 noiembrie: Peta Wilson, actriță australiană
- 22 noiembrie: Corneliu-Florin Buicu, politician român
- 23 noiembrie: Daniel David, psiholog român
- 24 noiembrie: Jean de la Craiova (n. Jean Dumitrache), cântăreț român
- 24 noiembrie: Julieta Venegas, cântăreață mexicană
- 28 noiembrie: Édouard Philippe, politician francez

### Decembrie
- 2 decembrie: Treach (n. Anthony Criss), muzician american
- 3 decembrie: Christian Lali Karembeu, fotbalist francez
- 3 decembrie: Matt Haimovitz, violoncelist israelo-american și canadian
- 5 decembrie: Marko Saaresto, muzician finlandez
- 7 decembrie: Sebastian Bodu, politician român
- 8 decembrie: Jolanta Dičkutė, politiciană lituaniană
- 9 decembrie: Djalminha (n. Djalma Feitosa Dias), fotbalist brazilian
- 9 decembrie: Anna Gavalda, scriitoare franceză
- 10 decembrie: Mihai Frățilă, preot român
- 11 decembrie: Erkan Petekkaya, actor turc
- 12 decembrie: Jennifer Connelly, actriță americană
- 15 decembrie: Florin Preda-Dochinoiu, pictor român
- 15 decembrie: Michael Shanks, actor canadian
- 18 decembrie: DMX (n. Earl Simmons), rapper și actor american (d. 2021)
- 18 decembrie: Yiannis Ploutarhos, cântăreț grec
- 20 decembrie: Édouard Montoute, actor francez
- 21 decembrie: Yasmine Boudjenah, politiciană franceză
- 21 decembrie: Adrian Suciu, scriitor român
- 22 decembrie: Ted Cruz (Rafael Edward Cruz), politician american
- 23 decembrie: Vasile Ilea, politician român
- 24 decembrie: Christian Ulrik von Boetticher, politician german
- 24 decembrie: Amaury Nolasco, actor portorican
- 25 decembrie: Violeta Tudorie, politiciană română
- 29 decembrie: Kevin Weisman, actor american

## Decese
- 1 ianuarie: Eduard von Borsody, 71 ani, regizor, scenarist, cameraman maghiar (n. 1898)
- 4 ianuarie: Edith Soterius von Sachsenheim, 83 ani, pictoriță română (n. 1887)

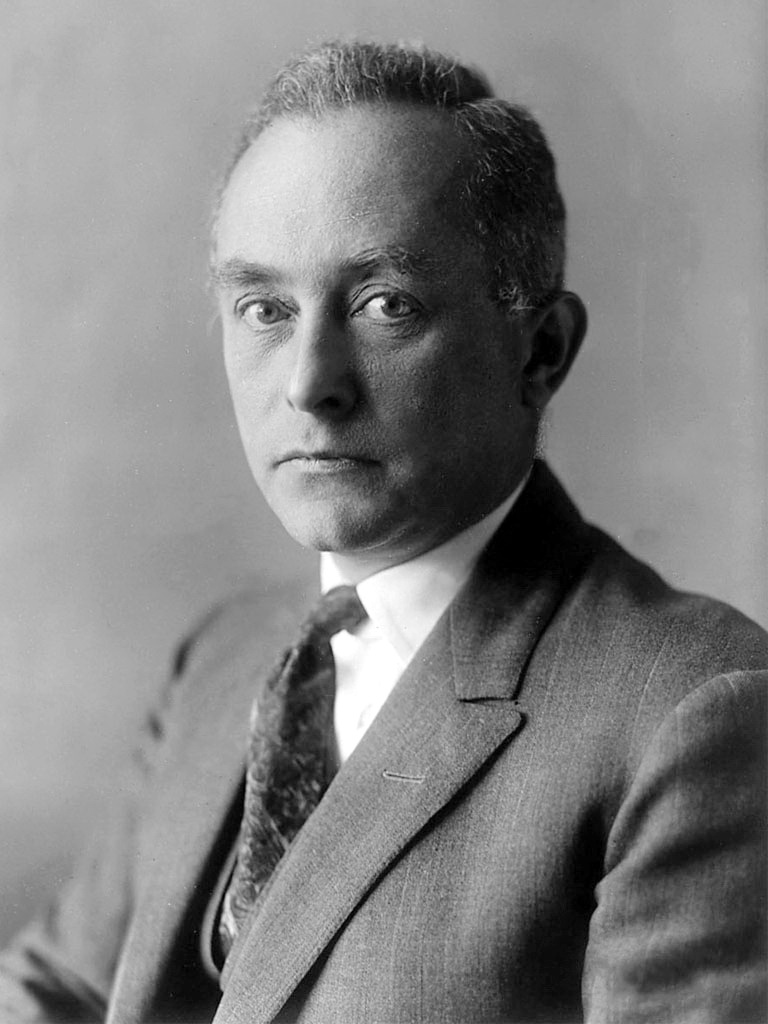
Max Born, fizician și matematician german, laureat al Premiului Nobel
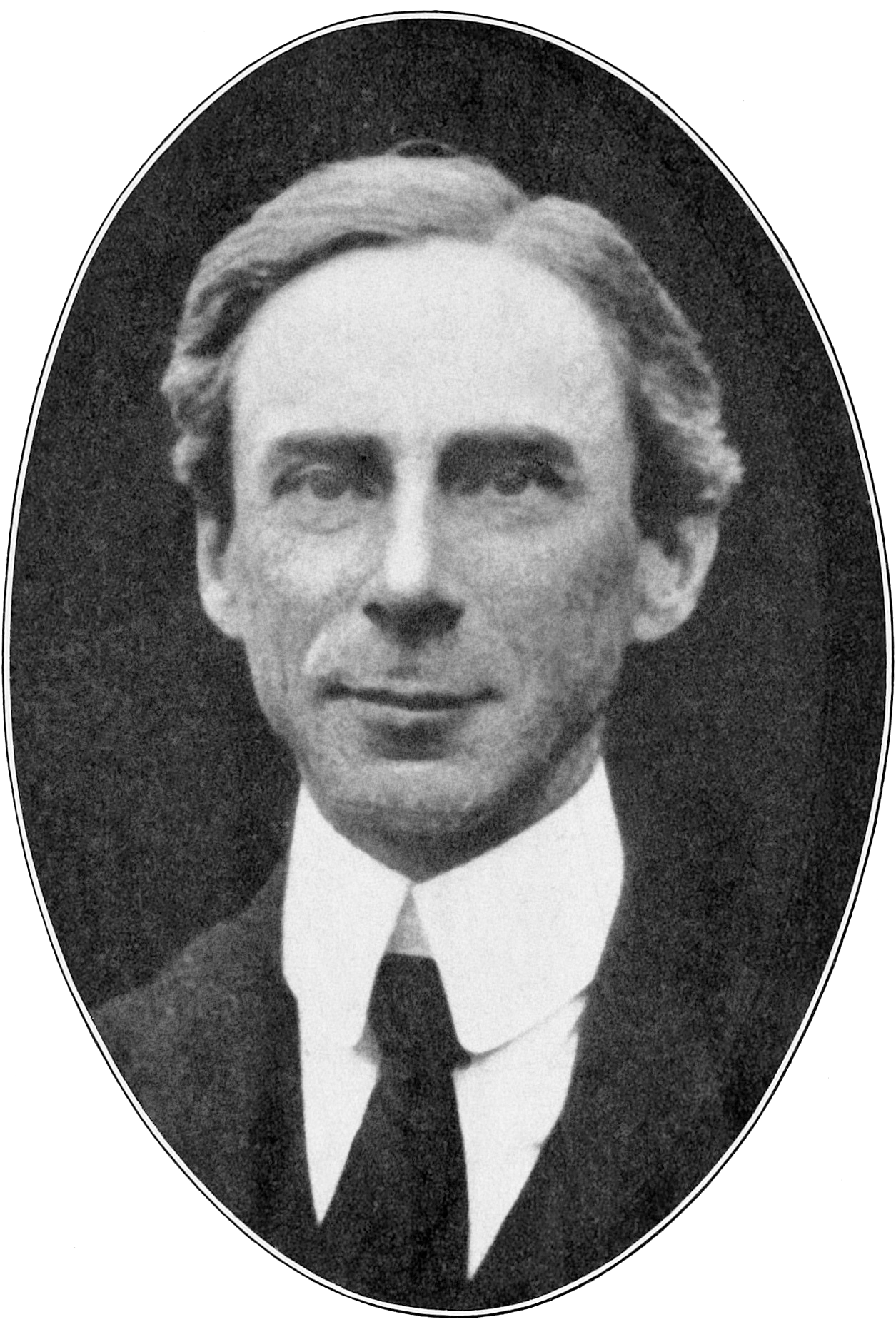
Bertrand Russell, filosof, logician, matematician, istoric, critic social și eseist britanic, laureat al Premiului Nobel
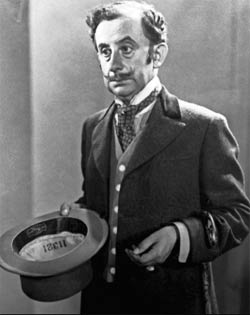
Grigore Vasiliu Birlic, actor român de teatru și film
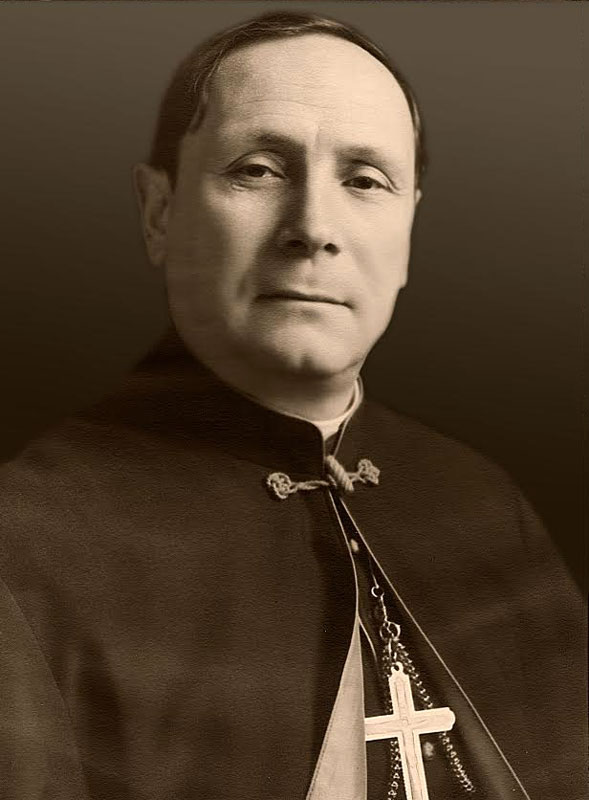
Iuliu Hossu, episcop greco-catolic, cardinal, senator de drept al Parlamentului României

- 5 ianuarie: Max Born, 87 ani, fizician și matematician german, laureat al Premiului Nobel (1954), (n. 1882)
- 11 ianuarie: Géza Kiss, 87 ani, politician maghiar (n. 1882)
- 12 ianuarie: Blanche Stuart Scott, 85 ani, aviatoare americană (n. 1884)
- 15 ianuarie: Nicolae Coval, 65 ani, politician din R. Moldova (n. 1904)
- 15 ianuarie: Lea Goldberg, 58 ani, poetă israeliană (n. 1911)
- 27 ianuarie: Erich Heckel, 87 ani, artist german (n. 1883)
- 1 februarie: Alice Săvulescu, 65 ani, botanistă română (n. 1905)
- 2 februarie: Bertrand Russell, 97 ani, filosof, logician, matematician, istoric, critic social și eseist britanic, laureat al Premiului Nobel (1950), (n. 1872)
- 14 februarie: Grigore Vasiliu Birlic (n. Grigore Vasiliu), 65 ani, actor român de teatru și film (n. 1905)
- 17 februarie: Șemuel Iosef Agnon, 81 ani, scriitor israelian, laureat al Premiului Nobel (1966), (n. 1888)
- 17 februarie: Alfred Newman, 68 ani, compozitor american de muzică de film (n. 1901)
- 21 februarie: Johannes Semper, 77 ani, scriitor estonian (n. 1892)
- 27 februarie: Reizo Fukuhara, 38 ani, fotbalist japonez (n. 1931)
- 1 martie: Toshio Iwatani, 44 ani, fotbalist japonez (atacant), (n. 1925)
- 15 martie: Arthur Adamov, 61 ani, dramaturg francez (n. 1908)
- 15 martie: Tarjei Vesaas, 72 ani, poet norvegian (n. 1897)
- 21 martie: Marlen Haushofer (n. Marie Helene Frauendorfer), 49 ani, scriitoare austriacă (n. 1920)
- 24 martie: Amado Vera Hernández, 66 ani, scriitor filipinez (n. 1903)
- 27 martie: Leon Silviu Daniello, 72 ani, medic român (n. 1898)
- 28 martie: Nathan Alterman, 59 ani, poet israelian (n. 1910)
- 29 martie: Laurențiu Oanea, 81 ani, avocat român (n. 1888)
- 3 aprilie: Avigdor Hameiri, 79 ani, scriitor și poet israelian (n. 1890)
- 3 aprilie: Nikolaus (n. Nikolaus Friedrich Wilhelm), 72 ani, politician german (n. 1897)
- 8 aprilie: Iacob Zadik, 103 ani, general român din Primul Război Mondial (n. 1867)
- 20 aprilie: Paul Celan (n. Paul Peisah Antschel), 49 ani, poet, traducător și eseist de limbă germană, evreu originar din România (n. 1920)
- 26 aprilie: John Knittel, 79 ani, scriitor elvețian (n. 1891)
- 12 mai: Nelly Sachs (n. Leonie Sachs), 78 ani, scriitoare germană de etnie evreiască, laureată a Premiului Nobel (1966), (n. 1891)
- 19 mai: Tadeusz Breza, 65 ani, romancier polonez (n. 1905)
- 23 mai: Josef Dobretsberger, 67 ani, economist austriac (n. 1903)
- 25 mai: Sándor Asztalos, 50 ani, scriitor, poet, muzicolog și critic muzical maghiar (n.1919)
- 28 mai: Iuliu Hossu, 85 ani, episcop greco-catolic, cardinal, senator de drept al Parlamentului României, deținut politic, membru de onoare al Academiei Române (n. 1885)
- 2 iunie: Orhan Kemal (n. Mehmet Rașit Öğütçü), 55 ani, romancier turc (n. 1914)
- 3 iunie: Hjalmar Schacht (Hjalmar Horace Greeley Schacht), 93 ani, politician german (n. 1877)
- 4 iunie: Josep Carner (Josep Carner i Puig-Oriol), 86 ani, poet spaniol (n. 1884)
- 5 iunie: Roman Witold Ingarden, 77 ani, filosof polonez (n. 1893)
- 6 iunie: Herberth Egon Herlitschka, 76 ani, traducător austriac (n. 1893)
- 7 iunie: Edward Morgan Forster, 91 ani, scriitor englez (n. 1879)
- 8 iunie: Abraham Maslow, 62 ani, psiholog american de etnie evreiască (n. 1908)

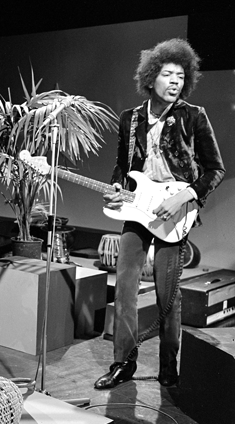
Jimi Hendrix, muzician, cântăreț de muzică rock, chitarist, textier și producător american
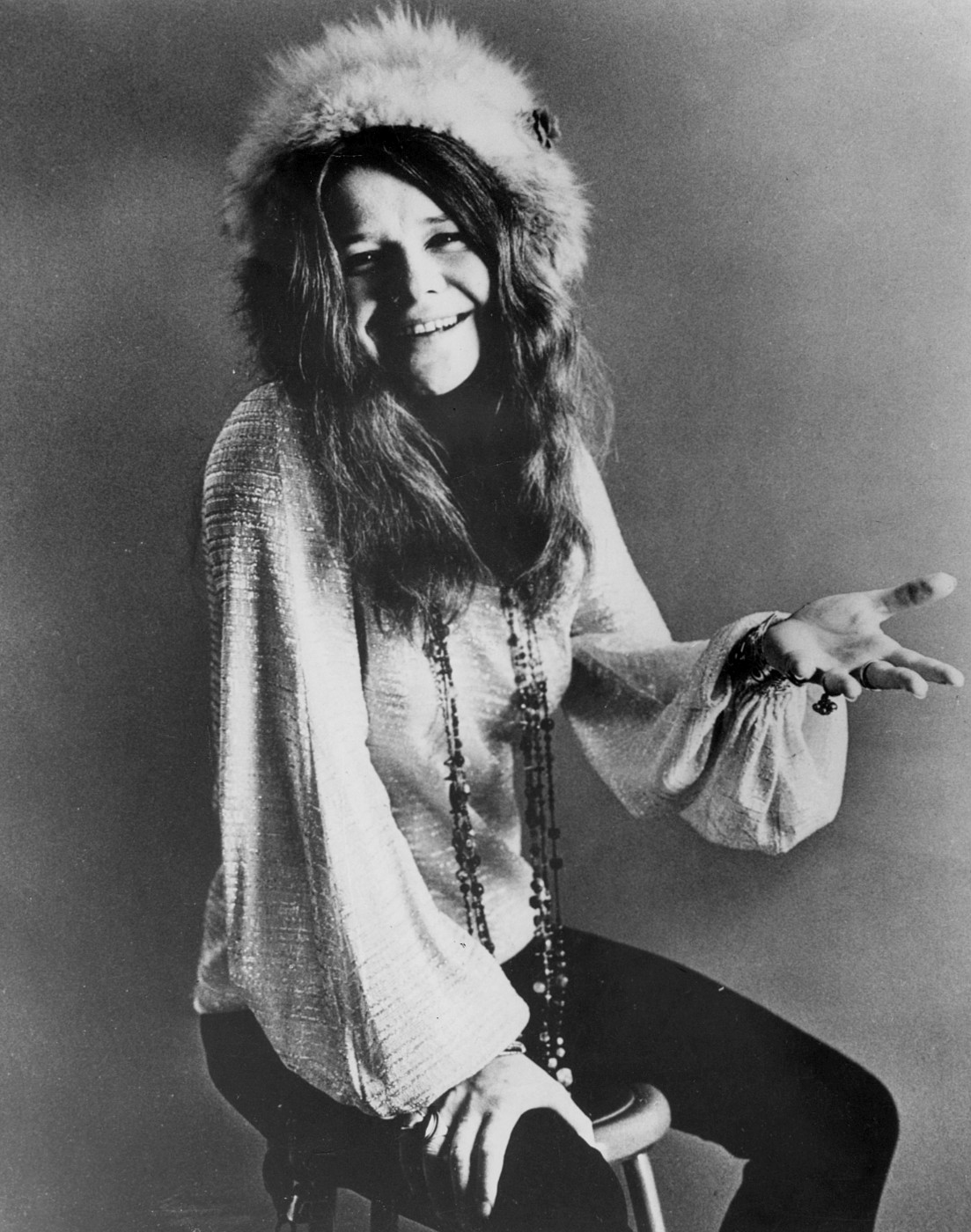
Janis Joplin, cântăreață, compozitoare și textieră americană
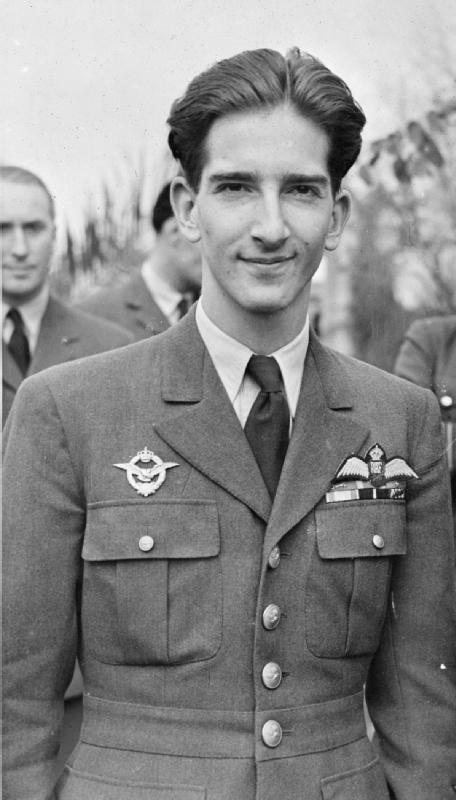
Regele Petru al II-lea al Iugoslaviei
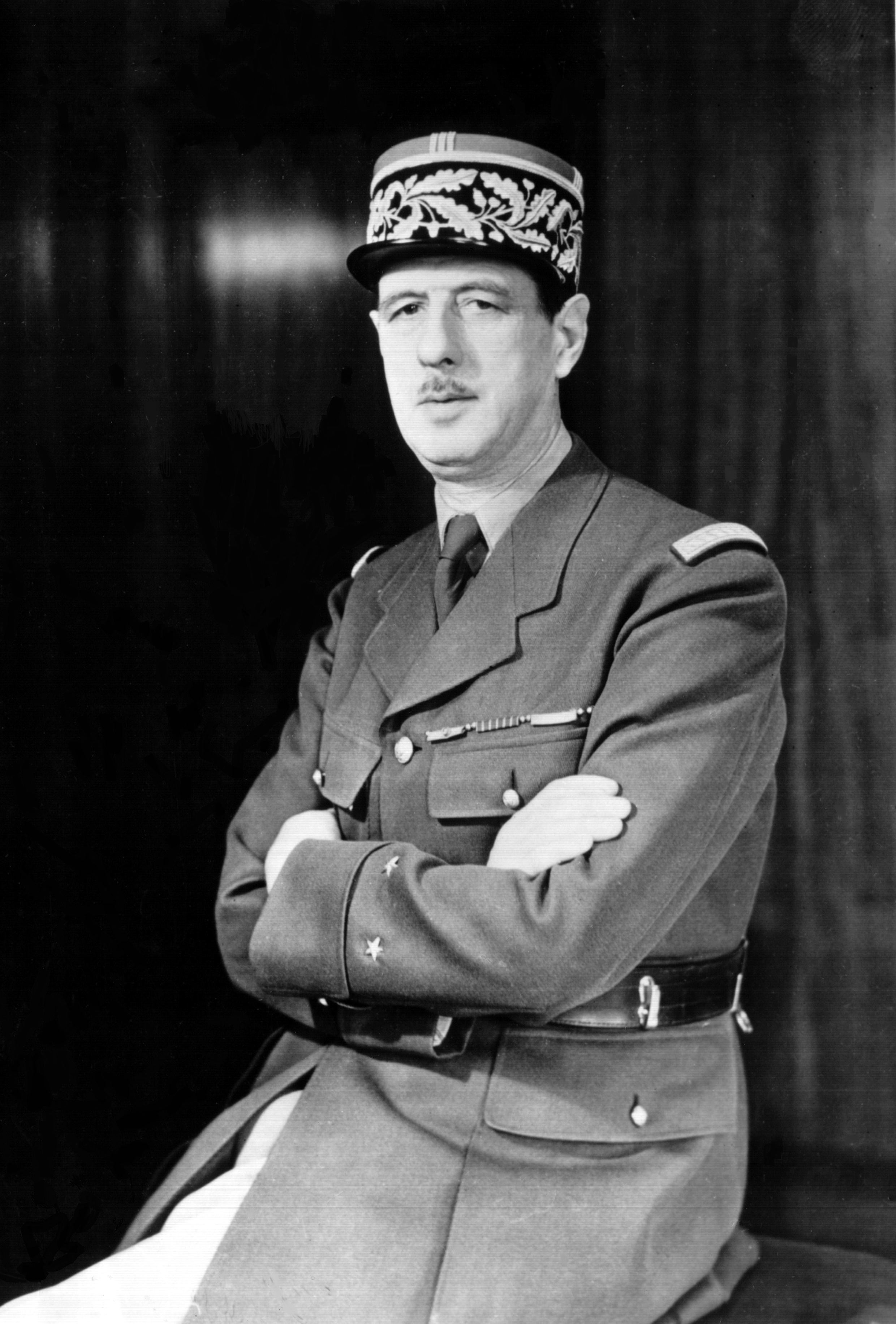
Charles de Gaulle, general și politician francez, al 18-lea președinte al Franței

- 11 iunie: Alexandr Kerenski, 82 ani, al doilea prim-ministru al Guvernului Provizoriu rus (1917), (n. 1881)
- 13 iunie: Zoltán Vass, 71 ani, medic român (n. 1898)
- 16 iunie: Heino Eller, 83 ani, compozitor estonian (n. 1887)
- 18 iunie: N. P. van Wyk Louw (Nicolaas Petrus van Wyk Louw), 64 ani, poet sud-african (n. 1906)
- 21 iunie: Victor Vâlcovici, 85 ani, matematician român, membru al Academiei Române (n. 1885)
- 23 iunie: István Fekete, 70 ani, scriitor maghiar (n. 1900)
- 26 iunie: Leopoldo Marechal, 70 ani, scriitor argentinian (n. 1900)
- 29 iunie: Stefan Paul Andres, 64 ani, romancier german (n. 1906)
- 30 iunie: Ștefan Barbu, 62 ani, fotbalist (atacant) și arbitru român (n. 1908)
- 2 iulie: Alice Cocea, 70 ani, actriță franceză de etnie română (n. 1899)
- 10 iulie: Félix Gaillard d'Aimée, 50 ani, politician francez (n. 1919)
- 22 iulie: George Henry Johnston, 58 ani, scriitor australian (n. 1912)
- 26 iulie: Ahmed Zeki Velidi Toğan, 79 ani, istoric turc (n. 1890)
- 27 iulie: Marioara Tănase, 29 ani, interpretă română de muzică populară și romanțe (n. 1940)
- 28 iulie: Costin Dimitrie Nenițescu, 68 ani, chimist român (n. 1902)
- 29 iulie: Ionel Perlea, 69 ani, compozitor și dirijor român (n. 1900)
- 12 august: Arne Nyberg, 57 ani, fotbalist suedez (atacant), (n. 1913)
- 27 august: Ștefan Ciubotărașu, 60 ani, actor român (n. 1910)
- 27 august: Savel Rădulescu, 84 ani, diplomat român (n. 1885)
- 1 septembrie: François Charles Mauriac, 84 ani, scriitor francez (n. 1885)
- 2 septembrie: Margarete Depner (n. Margarete Scherg), 85 ani, artistă română (n. 1885)
- 5 septembrie: Siegfried Jägendorf, 85 ani, inginer american (n. 1885)
- 13 septembrie: Sanda Movilă, 70 ani, poetă română (n. 1900)
- 14 septembrie: Rudolf Carnap, 79 ani, filosof german (n. 1891)
- 18 septembrie: Jimi Hendrix (Johnny Allen Hendrix), 27 ani, muzician, cântăreț de muzică rock, chitarist, textier și producător american (n. 1942)
- 19 septembrie: Nicolae Goldberger, 66 ani, politician român (n. 1904)
- 23 septembrie: Zhao Shuli (Djau Shu-Li), 64 ani, scriitor chinez (n. 1906)
- 25 septembrie: Erich Maria Remarque (n. Erich Paul Remark), 72 ani, romancier german (n. 1898)
- 4 octombrie: Janis Lyn Joplin, 27 ani, cântăreață, compozitoare și textieră americană (n. 1943)
- 6 octombrie: Julian Przyboś, 69 ani, scriitor polonez (n. 1901)
- 8 octombrie: Lucien Goldmann, 57 ani, filosof francez (n. 1913)
- 10 octombrie: Édouard Daladier, 86 ani, politician francez (n. 1884)
- 10 octombrie: Adam Rapacki, 60 ani, politician polonez (n. 1909)
- 3 noiembrie: Petru al II-lea (Petru al II-lea Karađorđević), 47 ani, rege al Iugoslaviei (1934-1945), (n. 1923)
- 4 noiembrie: Tudor Mușatescu, 67 ani, poet, prozator, dramaturg și umorist român (n. 1903)
- 9 noiembrie: Charles de Gaulle (n. Charles André Joseph Marie de Gaulle), 79 ani, general și politician francez, al 18-lea președinte al Franței (1959-1969), (n. 1890)
- 17 noiembrie: Andrejs Upīts, 92 ani, scriitor leton (n. 1877)
- 21 noiembrie: Chandrasekhara Venkata Raman, 82 ani, fizician indian (n. 1888)
- 26 noiembrie: Vladimir Streinu, 68 ani, critic și istoric literar, scriitor român (n. 1902)
- 26 noiembrie: Per Sigfrid Siwertz, 88 ani, scriitor suedez (n. 1882)
- 28 noiembrie: Alla Horska, pictoriță, graficiană și artistă monumentală ucraineană (n. 1929)
- 2 decembrie: Elena Drăgulinescu-Stinghe, 88 ani, interpretă de operă și profesoară română (n. 1881)
- 2 decembrie: Augustin Rațiu, 86 ani, avocat român (n. 1884)
- 4 decembrie: Antonin Ciolan, 87 ani, dirijor român (n. 1883)
- 12 decembrie: Vera Myller, 90 ani, matematiciană română (n. 1880)
- 15 decembrie: Zaidee Jackson, 71 ani, actriță americană (n. 1898)
- 18 decembrie: Stane Sever, 56 ani, actor sloven (n. 1914)
- 21 decembrie: Anna Elisabet Weirauch, 83 ani, scriitoare germană de etnie română (n. 1887)
- 29 decembrie: Prințul Adalbert de Bavaria (n. Prinz Adalbert Alfons Maria Ascension Antonius Hubertus Joseph omnes sancti von Bayern), 84 ani, diplomat german (n. 1886)
- 30 decembrie: Sonny Liston (Charles L. Liston), 38 ani, pugilist american (n. 1932)

### Nedatate
- Alexandrina (Lixandra) Ceaușescu, 81 ani, mama lui Nicolae Ceaușescu (n. 1888)

## Premii Nobel
- Fizică: Hannes Olof Gösta Alfvén (Suedia), Louis Eugène Félix Néel (Franța)
- Chimie: Luis Federico Leloir (Argentina)
- Medicină: Bernard Katz (RFG), Ulf von Euler (Suedia), Julius Axelrod (SUA)
- Literatură: Aleksandr Isaievici Soljenițîn (URSS)
- Pace: Norman E. Borlaug (SUA)

## Medalia Fields
- Alan Baker (Regatul Unit al Marii Britanii și Irlandei de Nord)
- Heisuke Hironaka (Japonia)
- Serghei Novikov (URSS)
- John Griggs Thompson (Regatul Unit al Marii Britanii și Irlandei de Nord)